# Coppa delle Coppe 1993-1994 (hockey su pista)
La Coppa delle Coppe 1993-1994 è stata la 18ª edizione dell'omonima competizione europea di hockey su pista riservata alle squadre di club. Il torneo ha avuto inizio il 7 maggio e si è concluso il 9 luglio 1994. Il titolo è stato conquistato dagli italiani dell'Amatori Lodi per la prima volta nella loro storia sconfiggendo in finale gli spagnoli del Voltregà. In quanto squadra vincitrice, l'Amatori Lodi ha ottenuto anche il diritto di partecipare alla Supercoppa d'Europa.

## Squadre partecipanti
| Nazione     | Club          | Città                    | Qualificazione                                 |
| ----------- | ------------- | ------------------------ | ---------------------------------------------- |
| Francia     | Nantes        | Nantes                   | 2º in Nationale 1 1992-1993                    |
| Germania    | Walsum        | Duisburg                 | Detentore della Coppa di Germania 1992-1993    |
| Inghilterra | Herne Bay RHC | Herne Bay                | Detentore della National Cup 1993              |
| Italia      | Amatori Lodi  | Lodi                     | Finalista della Coppa Italia 1992-1993         |
| Paesi Bassi | Residentie    | L'Aia                    | 2º in 1ª Klasse 1993                           |
| Portogallo  | Benfica       | Lisbona                  | Finalista della Coppa del Portogallo 1992-1993 |
| Spagna      | Voltregà      | Sant Hipòlit de Voltregà | Finalista della Coppa del Re 1993              |
| Svizzera    | Thunerstern   | Thun                     | Finalista della Coppa di Svizzera 1993         |

## Risultati

### Quarti di finale
| Squadra 1     | Totale | Squadra 2    | Andata | Ritorno |
| ------------- | ------ | ------------ | ------ | ------- |
| Benfica       | 8 - 12 | Amatori Lodi | 6 - 4  | 2 - 8   |
| Herne Bay RHC | 3 - 12 | Residentie   | 2 - 4  | 1 - 8   |
| Nantes        | 4 - 10 | Walsum       | 2 - 1  | 2 - 9   |
| Thunerstern   | 2 - 10 | Voltregà     | 1 - 4  | 1 - 6   |

### Semifinali
| Squadra 1    | Totale | Squadra 2  | Andata | Ritorno |
| ------------ | ------ | ---------- | ------ | ------- |
| Amatori Lodi | 7 - 3  | Walsum     | 6 - 2  | 1 - 1   |
| Voltregà     | 20 - 8 | Residentie | 12 - 4 | 8 - 4   |

### Finale
| Squadra 1 | Totale | Squadra 2    | Andata | Ritorno |
| --------- | ------ | ------------ | ------ | ------- |
| Voltregà  | 5 - 10 | Amatori Lodi | 3 - 4  | 2 - 6   |

#### Andata
| Sant Hipòlit de Voltregà 2 luglio 1994 | Voltregà | 3 – 4 | Amatori Lodi | Pavelló Victorià de la Riba |

#### Ritorno
| Lodi 9 luglio 1994 | Amatori Lodi | 6 – 2 | Voltregà | PalaCastellotti |